# Otto Heckmann
Otto Hermann Leopold Heckmann (Opladen, 23 de junho de 1901 — Regensburg, 13 de maio de 1983) foi um astrônomo alemão.

## Vida
Ele dirigiu o Observatório de Hamburgo de 1941 a 1962, após o que se tornou o primeiro diretor do Observatório Europeu do Sul. Ele contribuiu ativamente para a criação da terceira edição da Astronomische Gesellschaft Katalog. Ele também contribuiu para a cosmologia baseada nos fundamentos da relatividade geral e escreveu o livro Theorien der Kosmologie.
Em 1933, Heckmann assinou o voto de fidelidade dos professores das universidades e escolas secundárias alemãs a Adolf Hitler e ao Estado nacional-socialista. Ele também se juntou ao Partido Nazista.
Mesmo que ele tenha se comportado de forma extremamente oportunista em relação ao sistema nazista em Göttingen quando foi nomeado para o observatório, ele não se esquivou de defender abertamente sua posição científica sobre a teoria da relatividade. Em 15 de novembro de 1940, Heckmann pertencia a um grupo de físicos modernos (incluindo Carl Friedrich von Weizsäcker) que enfrentou os defensores da física alemã no tema da teoria da relatividade e física quântica. Depois dessa reunião, os defensores da física alemã na Alemanha ficaram isolados.
Ele ganhou a medalha James Craig Watson em 1961 e a medalha Bruce em 1964.
Heckmann também serviu como presidente da União Astronômica Internacional em 1967, tomou a polêmica decisão de realizar uma Assembleia Geral Extraordinária da IAU em fevereiro de 1973 em Varsóvia, Polônia, para comemorar o 500º aniversário de Nicolau Copérnico, logo após a AG de 1973 normal ter sido realizada na Austrália.
O asteróide 1650 Heckmann leva o seu nome. Casou-se com Johanna Topfmeier em 1925 e tiveram três filhos.

## Obras
- Theorien der Kosmologie. Berlim: Springer, 1942 e 1968
- Sterne, Kosmos, Weltmodelle. Munique: Piper, 1976

### Obituários
- MitAG 60 (1983) 9
- QJRAS 25 (1984) 374